# Metrotranvía de Mendoza
El Metrotranvía de Mendoza es un sistema de tren ligero para el Gran Mendoza (Argentina) de unidades tranviarias por la traza de un antiguo corredor ferroviario, que correspondía al Ferrocarril General San Martín. Es operado por la Sociedad de Transporte Mendoza, una empresa propiedad del gobierno provincial.
El sistema cuenta con una sola línea (ex Línea Verde) comprendida entre la estación General Gutiérrez en Maipú y el parador Avellaneda, en Las Heras. La línea férrea es un trazado aproximado de 18 kilómetros de extensión, en vía doble y trocha de 1435 mm, y es servido por vehículos Siemens–Duewag U2 y Siemens SD-100.
Las obras comenzaron hacia marzo de 2009 y se estimó inicialmente que durarían 12 meses esperándose que entrara en servicio durante 2011. El 28 de febrero de 2012 se inició una etapa de pruebas, a partir de abril con pasajeros, durante la cual el pasaje fue gratuito. El 8 de octubre de 2012 el Metrotranvía inició su servicio regular al mismo precio que un colectivo normal y con la posibilidad de realizar combinaciones gratuitas.

## Construcción
En 2009 se comenzó con las obras, en agosto de este año se levantaron las vías entre Gutiérrez y Godoy Cruz. En agosto de 2010, las vías ingresaron al departamento Capital, donde se decidió continuar a nivel en vez de soterrar el tramo que comprende desde la calle Peltier y hasta Avenida Las Heras. En agosto de 2011 se realizaron las primeras pruebas, en la cual vecinos de la zona de Luzuriaga junto al gobernador Celso Jaque y otros funcionarios, recorrieron los primeros 4 kilómetros del recorrido total.
El 26 de septiembre de 2011 la presidenta Cristina Fernández de Kirchner visitó las obras y realizó un trayecto en tren desde Estación Progreso hasta Estación Luzuriaga, donde realizó un acto. Este acto tuvo como objeto la inauguración del transporte. El 30 de abril de 2012 el Metrotranvía comenzó su etapa de pruebas con pasajeros con frecuencias de una hora, las que se incrementaron paulatinamente hasta el comienzo del servicio regular el 8 de octubre.
Las obras para la llegada a Las Heras iniciaron en 2014 junto a la re construcción del edificio centenario de la estación Mendoza.
Hubo muchas fechas tentativas de inauguración, sin embargo, la construcción se demoró en el tiempo debido a distintos asentamientos informales ocupando la traza. El gobierno pudo relocalizar a algunas familias, pero finalmente se anunció que no podían continuar con obras hasta la estación Panquehua hasta solucionar el conflicto habitacional en su totalidad.
El Metrotranvía comenzó su servicio a Las Heras el 6 de mayo de 2019, con 9 paradores hasta la calle Avellaneda. En conjunto fue inaugurada la nueva estación Mendoza donde también empezó a funcionar la sede del Ente de Movilidad Provincial (EMOP).
El día sábado 29 de mayo de 2021 se sumó la parada Parque TIC, ubicada entre las paradas Independencia y Progreso.

## Líneas
El Metrotranvía transita por cuatro departamentos del Gran Mendoza: Ciudad de Mendoza, Las Heras, Godoy Cruz y Maipú (Gutiérrez). 

| Línea                      | Apertura  | Estaciones | Longitud | Terminal                              | Operaciones |
| -------------------------- | --------- | ---------- | -------- | ------------------------------------- | ----------- |
| 100 - 101 (ex Línea Verde) | 2012 2019 | 25         | 17 km    | Parador Avellaneda Estación Gutiérrez | Diario      |

### Material

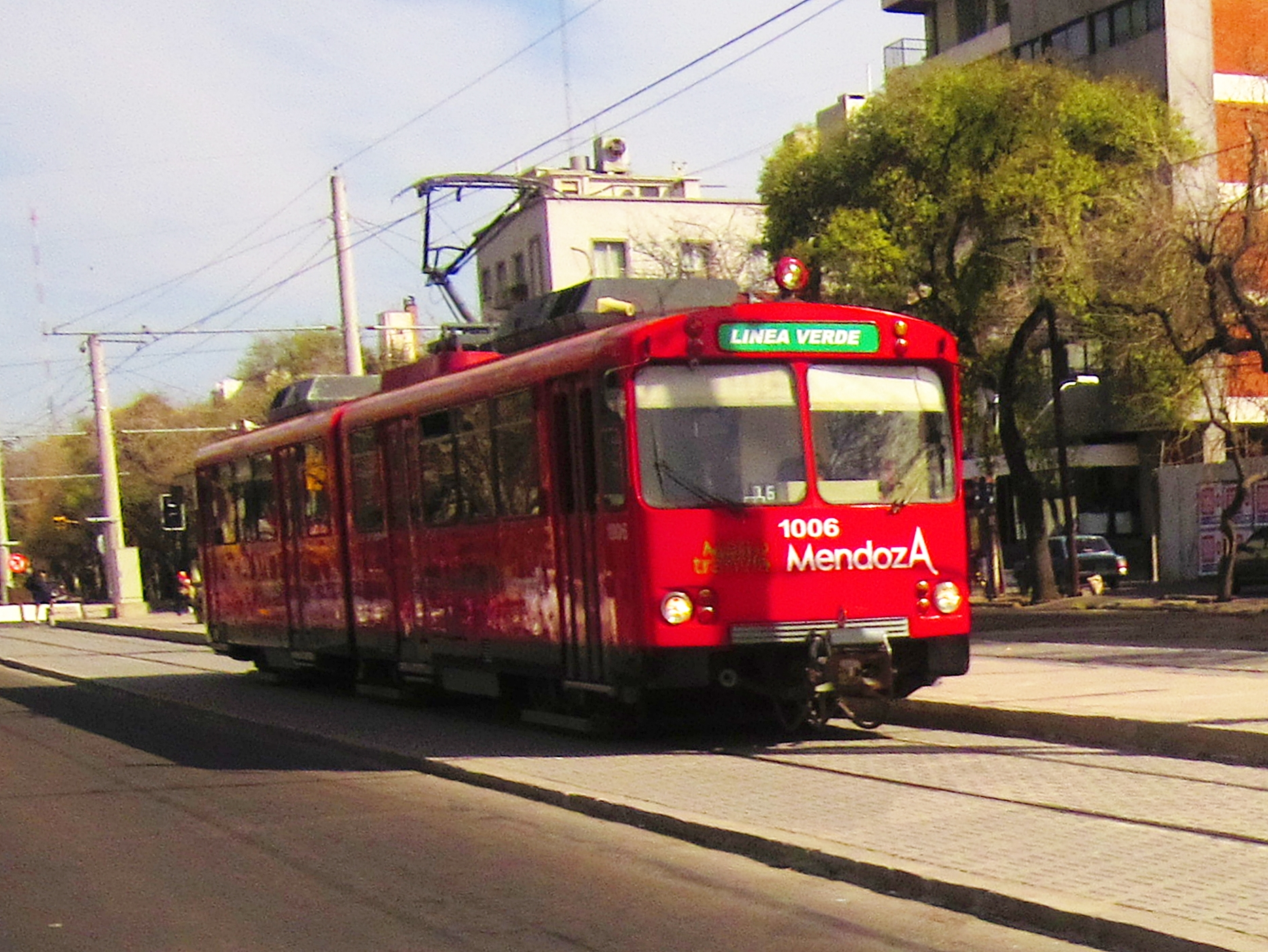
Vehículo ferroviario ligero Siemens–Duewag U2 haciendo una prueba de funcionamiento en 2011

El servicio está compuesto por once formaciones del tipo tren-tram. Cinco firmas participaron en la licitación: la francesa Alstom, la alemana Siemens, la española CAF la canadiense Bombardier y la china CNR Corporation Limited.
Para la decisión final se optó por la adquisición de 11 unidades marca Siemens–Duewag U2 (renombrados U89 por la fecha de fabricación) construidos en Alemania para el Tranvía de San Diego, y aunque usados, se encuentran en óptimas condiciones. Estos funcionan como coches gemelos (duplas) con la posibilidad de hasta tres pares a la vez en horas pico, con capacidad hasta 150 personas cada par. Las primeras duplas salieron de la ciudad de San Diego, EE. UU. en enero de 2011 y llegaron a ciudad de Mendoza el 28 de febrero de 2011, donde permanecieron en la Estación Gutiérrez hasta mayo, momento en el cual comenzarán las tareas de prueba y entrenamiento de conductores.
A fines del 2017, el Gobierno provincial denunció "irregularidades" cometidas en la operación por la anterior gestión del gobernador Francisco Pérez, dado que en 2012 se habían encargado al Metropolitan Transit System (MST) de San Diego 24 duplas usadas (más 5 de regalo) por 5,6 millones de dólares, que serían utilizadas para las futuras extensiones; sin embargo, solo llegaron 7 duplas (5 para desguace) luego de intensas gestiones ante el Gobierno nacional, y el resto nunca llegaron. Se estima que el Estado mendocino perdió 100 millones de pesos (argentinos) por lo que se presentará una denuncia judicial.

## Futuras extensiones
Actualmente el Metrotranvía está siendo extendido en dos frentes. Por un lado, en el frente sur, habrá un nuevo ramal de unos 16 kilómetros desde el parador Pellegrini hasta una nueva Estación Luján de Cuyo, en la ciudad homónima. Para esto se utilizará parte de la traza en desuso del Ferrocarril General San Martín, con la construcción de unos 10 km en vía doble y otros 6 km en vía simple, 14 nuevos paradores y tres estaciones con playas de transferencias y servicios. Por otro lado en el frente norte habrá una extensión de 6 kilómetros desde la terminal actual en el parador Avellaneda hasta el Aeropuerto Internacional Gobernador Francisco Gabrielli. Las obras, valuadas en 36 mil millones de pesos, fueron licitadas en diciembre de 2022 por el gobierno de Mendoza y son financiadas con la emisión de bonos verdes. La empresa constructora CEOSA ganó la licitación y comenzó con las obras en junio de 2023.
Extensión hacia Zona Este
En junio de 2025 se aprobó el proyecto Tren de Cercanías del Este, que propone extender el servicio ferroviario desde la actual terminal en Estación Gutiérrez (Maipú) hasta la Estación Libertador General San Martín, en el límite entre los departamentos de San Martín y Junín. El tramo estimado es de aproximadamente 35 km, siguiendo la traza del antiguo ramal del Ferrocarril General San Martín. El proyecto contempla la rehabilitación de estaciones intermedias como Palmira, con el objetivo de reconectar las principales localidades ferroviarias históricas del este mendocino con el Gran Mendoza. Será financiado en un 50% por el Gobierno Provincial y en un 50% por inversión privada, mientras que el Estado Nacional, a través de la Secretaría de Transporte de la Nación, cedió el uso de las vías para este fin. Se prevé la circulación de trenes livianos de pasajeros, con frecuencias adaptadas a una demanda estimada en alrededor de 300.000 pasajeros.

## Cobertura WiFi
La red de Metrotranvía o MTM contaba con sistema de conexión WiFi desde el año 2013, sin embargo la misma no alcanzaba la totalidad del sistema y los convenios con empresas que prestaban el servicio se vencieron en el año 2015. A partir del mes de septiembre de 2017 comenzó a operar nuevamente, esta vez brindando servicio a la totalidad del sistema, incluidas sus estaciones y paradores, siendo este libre y gratuito.

## Datos generales
- Longitud (etapa 1): 12,5 km.
- Paradas (etapa 1): 15.
- Costo del presupuesto original (obras de electrificación, señalamiento, semaforización y comunicaciones además de arreglos de puentes, alcantarillas y zanjas de guarda) $ 62,5 millones ARS, (16,7 millones USD / 12,5 millones EUR)
- Costo final $ 130 millones ARS[22]
- Trenes: 11 formaciones de dos coches (duplas)
- Fabricante Ferroviario: En licitación
- Constructora: Ceosa – Sogesic